# Судакова Марина Володимирівна
Марина Володимирівна Судакова (до шлюбу Ярцева) (нар. 17 лютого 1989 року, Волгоград) — російська гандболістка, крайній форвард збірної Росії і команди «Кубань». Олімпійська чемпіонка ігор 2016 року в Ріо-де-Жанейро. Починаючи з сезону 2016-2017 року виступає за гандбольний клуб «Кубань» (Краснодар). Заслужений майстер спорту (2009).

## Кар'єра
У 2006-2007 роках виступала у складі молодіжної збірної Росії, з 2008 року грає за національну збірну.
Одружена, 12 серпня 2015 року народила сина. 24 березня 2016 року вперше після довгої перерви вийшла на майданчик в офіційному матчі.

## Досягнення
- Чемпіонка світу (2009).
- Бронзовий призер чемпіонату Європи (2008).
- Срібний призер молодіжного чемпіонату Європи (2006).
- Чемпіонка Росії (2014/15), срібний (2010/11, 2011/12, 2012/13) і бронзовий (2009/10, 2013/14) призер чемпіонату Росії.
- 5-разова володарка Кубка Росії (2007, 2008, 2012, 2013, 2015).
- Олімпійська чемпіонка ігор 2016 року в Ріо-де-Жанейро.

## Нагороди
- Орден Дружби (25 серпня 2016 року) — за високі спортивні досягнення на Іграх XXXІ Олімпіади 2016 року в місті Ріо-де-Жанейро (Бразилія), проявлені волю до перемоги і цілеспрямованість[4].